# ヘヴィ・ウェザー
『ヘヴィ・ウェザー』（Heavy Weather、直訳は「荒天」「悪天候」）は、アメリカのエレクトリック・ジャズ・バンド、ウェザー・リポートの７枚目のオリジナル・アルバムである。1977年にコロムビア・レコードから発表された。

## 解説
初回発売時にはおよそ50万枚を売り上げ、グループ最大のヒット作となった。芸術的観点から考えた場合にも最も優れたアルバムである、と主張する意見もある。『ヘヴィ・ウェザー』は『ダウン・ビート』誌から星5つの評価を受け、読者投票によって1977年のジャズの「アルバム・オブ・ザ・イヤー」を獲得している。ベーシスト、ジャコ・パストリアスが参加した2枚目のアルバムでもある。前作である『ブラック・マーケット』では7曲中2曲に参加したのみであったが、本作ではレギュラー・メンバーとして全曲で演奏している。
ジャズのスタンダード・ナンバーとなった「バードランド」 (Birdland)を収録しており、このアルバムは、コロムビア・レコードのジャズ・カタログ中、数あるベストセラーの中の一枚である。また『ヘヴィ・ウェザー』は、1970年代のジャズ・ロック、もしくはフュージョンのムーヴメントにおける歴史的なアルバムだと考えられている。1曲目の「バードランド」は非常に商業的な成功を収めており、典型的なインストゥルメンタルの曲にはない魅力を持っている。この「バードランド」のメロディは、1971年発表のアルバム『ザヴィヌル』の1曲目に収録されている曲「名誉博士号 (Doctor Honoris Causa)」のライブ演奏の一部をきっかけにして生まれたものである。ジャコがバンドに加入する以前に、純粋なキーボードのみによる演奏でのライブ録音がすでに録音済みではあったのだが、アルバムの演奏を一聴してわかるのは、「バードランド」の特徴とはまさに、ジャコ・パストリアスによるフレットレス・ベースを使用した「ピッキング・ハーモニクスによる演奏」だということである。
ルー・ビーチによるアルバム・カヴァーは、中央にフェルト製の中折れ帽を描いたものとなっている。

## 収録曲
| #  | タイトル                               | 作詞 | 作曲                | 時間 |
| -- | -------------------------------------- | ---- | ------------------- | ---- |
| 1. | 「バードランド - "Birdland"」          |      | ザヴィヌル          | 5:57 |
| 2. | 「お前のしるし - "A Remark You Made"」 |      | ザヴィヌル          | 6:51 |
| 3. | 「ティーン・タウン - "Teen Town"」     |      | パストリアス        | 2:51 |
| 4. | 「アルルカン - "Harlequin"」           |      | ショーター          | 3:59 |
| 5. | 「ルンバ・ママ - "Rumba Mama"」        |      | バドレナ/アクーニャ | 2:11 |
| 6. | 「パラディアム - "Palladium"」         |      | ショーター          | 4:46 |
| 7. | 「ジャグラー - "The Juggler"」         |      | ザヴィヌル          | 5:03 |
| 8. | 「ハヴォナ - "Havona"」                |      | パストリアス        | 6:01 |

## パーソネル
- ジョー・ザヴィヌル (Joe Zawinul) - アープ2600 (5曲目)、ローズ・ピアノ (2-4、6、7曲目)、ヤマハ・グランド・ピアノ (1、4、7、8曲目)、オーバーハイム・ポリフォニック・シンセサイザー (1-4、8曲目)、ボーカル (1曲目)、メロディカ (1、3曲目)、ギター (7曲目)、タブラ (7曲目)
- ウェイン・ショーター (Wayne Shorter) - ソプラノサックス (1、3-4、6-8曲目)、テナーサックス (1、2、6曲目)
- ジャコ・パストリアス (Jaco Pastorius) - フレットレス・ベース (1-4、6-8曲目)、メロディカ (1、7曲目)、ボーカル (1曲目)、ドラム (3曲目)、スティールパン (6曲目)
- アレックス・アクーニャ (Alex Acuna) - ドラム (1-2、4、6-8曲目)、コンガ (5曲目)、トムトム (5曲目)、手拍子 (7曲目)
- マノロ・バドレーナ (Manolo Badrena) - タンバリン (1曲目)、コンガ (3、5、6曲目)、ボーカル (4、5曲目)、ティンバレス (5曲目)、パーカッション (6、7曲目)